# Serveur dédié
Un serveur dédié est un serveur informatique qui est mis à disposition d'un seul client par un hébergeur. Il est à l'inverse des serveurs dédiés virtuels (VPS), qui héberge plusieurs serveurs indépendants sur une seule machine.
Le serveur dédié peut être administré à distance via le réseau Internet ou administré par l'hébergeur. Dans le second cas, on parle de serveur dédié infogéré.
On parle de machine entièrement dédiée par un hébergeur de sites Web lorsque le client a la possibilité de gérer, non seulement les fichiers sur le serveur, mais également les applications ainsi que leurs configurations et de serveur semi-dédié lorsque le client a uniquement accès aux fichiers du serveur.
Lorsque la machine est partagée par plusieurs clients on parle de serveur mutualisé. Dans ce cas, le client a uniquement accès à une partie des ressources de la machine comme un espace disque (généralement de quelques dizaines de mégaoctets à quelques gigaoctets) lui permettant de gérer ses fichiers dans cet espace limité.
Sauf exception, les serveurs dédiés sont en général nettement plus chers qu'un hébergement mutualisé. Toutefois, il est souvent nécessaire pour faire tourner de gros sites internet, des sites demandant une configuration particulière ou des applications qui nécessitent beaucoup de ressources (Serveur de jeux, de calcul, etc.).
Un serveur dédié est prévu pour délivrer des services Web (HTTP, FTP, BDD ...) sans interruption de service. Il est placé dans un centre de données, qui est un bâtiment sécurisé (systèmes anti-incendie, groupes électrogènes, climatisation redondante, sécurité des accès...). La possibilité de changer certaines pièces à chaud sans interruption de service est également prévue.
Le client peut parfois administrer son serveur à distance en utilisant divers protocoles selon le système d'exploitation du serveur (SSH pour GNU/Linux et bureau à distance ou Terminal Services pour Windows).